# Metopocoilus quadrispinosus
Metopocoilus quadrispinosus là một loài bọ cánh cứng trong họ Cerambycidae.